# Martonfa
Martonfa là một thị trấn thuộc hạt Baranya, Hungary. Thị trấn này có diện tích 5,69 km², dân số năm 2010 là 203 người, mật độ 36 người/km².